# Dorothea Wagner
Dorothea Maria Anna Wagner (* 22. Juni 1957 in Trier) ist eine deutsche Informatikerin, Hochschullehrerin am Karlsruher Institut für Technologie und vom  1. Februar 2020 bis 31. Januar 2023 Vorsitzende des deutschen Wissenschaftsrates.

## Leben
Wagner studierte Mathematik und Informatik an der Rheinisch-Westfälischen Technischen Hochschule Aachen und schloss ihr Studium 1983 ab. Im Anschluss arbeitete sie bis 1988 in Aachen als wissenschaftliche Mitarbeiterin von Walter Oberschelp und wurde 1986 mit einer Dissertation zum Thema Die Splitdekomposition als Methode zur Zerlegung diskreter Strukturen zur Dr. rer. nat. promoviert. 1988 wechselte sie an die Technische Universität Berlin. 1992 folgte ihre Habilitation zum Thema Discrete Algorithms for Routing in Chip Layout, woraufhin ihr 1993 eine Vertretungsprofessur am Lehrstuhl für Theoretische Informatik der Martin-Luther-Universität Halle-Wittenberg übertragen wurde. 1994 folgte sie einem Ruf auf eine C4-Professur für Informatik an der Universität Konstanz. 2003 übernahm sie einen Lehrstuhl für Algorithmen an der Universität Karlsruhe, heute Karlsruher Institut für Technologie.
Wagners Arbeitsschwerpunkte sind im Spannungsfeld zwischen theoretischen Grundlagen und Anwendungen von Algorithmen angesiedelt. Aktuelle Forschungsschwerpunkte sind Algorithmen für Probleme im Verkehrsbereich, insbesondere für die Routenplanung, für die Optimierung von Energiesystemen, sowie Algorithmen für die Analyse und Visualisierung von Netzwerkdaten. Sie hat das EU Research Training Network „AMORE: Algorithmic Methods for Optimizing the Railways in Europe“ koordiniert und war Sprecherin des DFG-Schwerpunktprogramms SPP 1126 „Algorithmik großer und komplexer Netzwerke“.

## Engagement
Neben ihrer Forschungsarbeit engagiert sich Dorothea Wagner in verschiedenen wissenschaftlichen Gremien. Sie war von 2000 bis 2007 Fachgutachterin bzw. Fachkollegiatin für Theoretische Informatik und ab 2004 Sprecherin des Fachkollegiums Informatik der Deutschen Forschungsgemeinschaft. Von 2007 bis 2014 war sie Vizepräsidentin der Deutschen Forschungsgemeinschaft. Von 2015 bis 2023 war Dorothea Wagner Mitglied im Wissenschaftsrat. Sie war 2019 stellvertretende Vorsitzende der wissenschaftlichen Kommission des Wissenschaftsrates und von 2020 bis 2023 die Vorsitzende des Wissenschaftsrates.
Weiterhin war Wagner unter anderem Mitglied im Hochschulrat der Carl von Ossietzky Universität Oldenburg, im Senatsausschuss für Strategische Vorhaben der Leibniz-Gemeinschaft und in der Internationalen Expertenkommission des Elitenetzwerks Bayern.

## Auszeichnungen
- seit 2008 GI-Fellow der Gesellschaft für Informatik für ihre Forschungs- und Gremienarbeit[4]
- seit Mai 2010 Mitglied von AcademiaNet nach Nominierung durch die Deutsche Akademie der Technikwissenschaften und die Deutsche Forschungsgemeinschaft[5]
- 2012 Google Focused Research Award zusammen mit Hannah Bast und Peter Sanders für ihre Arbeit zu Algorithmen für Routenplanung
- seit 2013 Mitglied der Academia Europaea[6]
- seit 2016 Mitglied der Deutschen Akademie der Technikwissenschaften (acatech)[7]
- 2018 Werner Heisenberg-Medaille der Alexander von Humboldt-Stiftung
- 2019 Konrad-Zuse-Medaille für Verdienste um die Informatik
- seit 2021 Mitglied der Heidelberger Akademie der Wissenschaften[8]
- 2022 Ehrendoktorwürde der TU Dortmund[9]
- seit 2024 Mitglied der Nordrhein-Westfälischen Akademie der Wissenschaften und der Künste